# Hans Siegling
Hans Siegling (* 24. Februar 1912 in Gräfenhain; † nach 1975) war ein deutscher Polizist und Fabrikant. Während des Zweiten Weltkriegs nahm die von ihm geführte 1. Kompanie des Reserve-Polizei-Bataillons 3 an zahlreichen Massenerschießungen von Juden und Zivilisten durch die Einsatzkommandos der Einsatzgruppe B teil. Siegling baute zu dieser Zeit auch das Schutzmannschafts-Bataillon 57 auf, das zur Partisanenbekämpfung eingesetzt wurde und sich an der Entvölkerung ganzer Landstriche beteiligte. Im Sommer 1944 formierte er in Warschau die Schutzmannschafts-Brigade „Siegling“, die zur 30. Waffen-Grenadier-Division der SS (russische Nr. 2) umgewandelt und unter Sieglings Führung in Frankreich zur Partisanenbekämpfung eingesetzt wurde. Nach dem Krieg betätigte Siegling sich als Fabrikant in Bayern.

## Leben
Siegling trat bereits 1930 der NSDAP und der SA bei. 1932 begann er seinen Dienst bei der Schutzpolizei. Aus NSDAP und SA trat er deshalb im selben Jahr wieder aus, um nach der „Machtergreifung“ der NSDAP am 1. Mai 1933 wieder beizutreten (Mitgliedsnummer 3.279.337). Im Mai 1941 beantragte er die Aufnahme in die SS (Mitgliedsnummer 450.683), die am 25. November 1941 im Range eines Hauptsturmführers erfolgte. 1944 wurde er zum SS-Sturmbannführer und am 14. August 1944 zum SS-Obersturmbannführer befördert sowie zum Oberstleutnant der Polizei. Nach dem Krieg wurde er Unternehmer in Bayern.
Siegling nahm am Überfall auf Polen teil und wurde im Herbst 1941 im Range eines Hauptmanns Kommandeur der 1. Kompanie beim Reserve-Polizei-Bataillon 3. Anfang Dezember 1941 wurde seine Kompanie der Einsatzgruppe B unterstellt und dem Einsatzkommando 8 (EK 8) zugeteilt. Hier waren die Polizisten an zahlreichen Massenerschießungen von Juden durch das EK 8 beteiligt. Ein Zeuge der 1. Kompanie gab nach dem Krieg an, Angehörige der Kompanie hätten sich an der Tötung von 48.000 Juden beteiligt. Siegling behauptete, nur eine einzige Massenerschießung selbst miterlebt zu haben.
Als der Einsatz des Reserve-Polizei-Bataillon 3 bei den Einsatzgruppen im Sommer 1942 endete, trat die 1. Kompanie zum Schutzmannschaftsbataillon 57 über. Diese Einheit hatte Siegling seit Anfang 1942 aus Ukrainern und Weissruthenen aufgebaut, um sie zur Partisanenbekämpfung einzusetzen. Das Schuma 57 unter Sieglings Kommando nahm im Rahmen der „Partisanen- und Bandenbekämpfung“ an Vernichtungsaktionen gegen die ländliche Zivilbevölkerung teil, bei denen mehrere Tausend Männer, Frauen und Kinder erschossen wurden.
Nach dem Rückzug der Deutschen aus Belarus wurden die ukrainischen und belarussischen Einheiten in deutschen Diensten in Ostpreußen und nahe Warschau gesammelt. Siegling bildete aus diesen Verbänden die Schutzmannschafts-Brigade „Siegling“. Sie bestand aus vier Schützenregimentern, einer Artillerie- und einer Kavallerie-Abteilung. Auf Befehl Heinrich Himmlers wurde sie am 31. Juli 1944 zur 30. Waffen-Grenadier-Division der SS (russische Nr. 2) transformiert.
Anfang August 1944 wurde die Einheit nach Ostpreußen und bald darauf nach Frankreich verlegt, um gegen die Résistance im Rücken der Front zu kämpfen. Siegling erließ dabei ungewöhnlich scharfe Befehle zur Bandenbekämpfung, in denen er ein „rücksichtsloses Eingreifen und Zupacken gegen die französische Bevölkerung“ forderte und als Aufgabe feststellte: „Irgendwie verdächtige Franzosen sind festzunehmen und unschädlich zu machen. Gefangene kennen wir nicht.“
Am 22. November 1944 kämpfte die Einheit auch gegen reguläre französische Truppen, erlitt mit ihrer unzureichenden Ausrüstung allerdings hohe Verluste. Bereits zuvor war es zu vielen Desertionen und Meutereien gekommen. Am 26. November 1944 brach Panik unter den Soldaten aus, so dass Siegling die Kampfunfähigkeit attestierte. Die Einheit wurde nach Grafenwöhr in Deutschland zurück verlegt und am 31. Dezember aufgelöst.
In Grafenwöhr wurde ab Januar 1945 zunächst die Waffen-Grenadier-Brigade der SS (weißruthenische) unter Sieglings Kommando aufgestellt, die im März zur 30. Waffen-Grenadier-Division der SS (weißruthenische Nr. 1) umgewandelt wurde, aber im April 1945 ohne Kampfeinsatz aufgelöst wurde.